# 市立大町総合病院
市立大町総合病院（しりつおおまちそうごうびょういん、Omachi Municipal General Hospital）は長野県大町市にある病院。長野県大町市が運営する。単に大町病院とも呼ばれる。第二種感染症指定医療機関、長野県災害拠点病院である。

## 沿革
- 1927年（昭和2年）9月1日 - 大町町長が開設者となり、大町町営病院を開設。
- 1950年（昭和25年）9月 - 平村診療所の診療を受託し、大町病院附属平診療所とする。
- 1954年（昭和29年）7月 - 大町の合併による市制施行により市立大町病院となる。
- 1969年（昭和44年）7月 - 救急病院に指定される。
- 1972年（昭和47年）6月 - 総合病院と称すること承認される。
- 1992年（平成4年）1月 - 大町市在宅介護支援センターを併設する。
- 1993年（平成5年）3月 - 大町市老人訪問看護ステーションを併設する。
- 1993年（平成5年）8月 - 大町市母子通園訓練所「あゆみ園」を移転し併設する。
- 1994年（平成6年）12月- 東病棟増築工事竣工
- 1995年（平成7年）9月- 西病棟棟改築工事竣工
- 2005年（平成17年）3月 - 市立大町総合病院附属平診療所を閉鎖する。
- 2006年（平成18年）6月 - 一般病床50床を療養病床に転換。
- 2009年（平成21年）6月　- 助産師外来開設。
- 2011年（平成23年）8月　- 一般病棟入院基本料7対1施設基準取得。
- 2012年（平成24年）2月　- 院内保育所「きらり」開設。
- 2012年（平成24年）12月 - 電子カルテシステム稼働。
- 2013年（平成25年）3月 -　医師住宅3棟完成。
- 2014年（平成26年）7月 -　総合診療科診療を入院まで拡大。
- 2015年（平成27年）4月 -　西棟耐震改修工事竣工。
- 2015年（平成27年）
  - 4月 -　出産を伴う産科診療を休止[1]。
  - 7月 -  南棟「さくら」完成。
- 10月5日 -　出産を伴う産科診療を再開[1]。

## 診療科目
- 内科
- 小児科
- 外科
- 整形外科
- 脳神経外科
- 形成外科
- 皮膚科
- 泌尿器科
- 産婦人科
- 眼科
- 耳鼻咽喉科
- 歯科口腔外科

## 所在地
- 〒398-0002 長野県大町市大町3130

## 交通
- 東日本旅客鉄道大糸線信濃大町駅より徒歩5分。
- 長野自動車道安曇野ICから約30分。